# Zinove, Putîvl
Zinove (în ucraineană Зінове) este localitatea de reședință a comunei Zinove din raionul Putîvl, regiunea Sumî, Ucraina.

## Demografie
Componența lingvistică a localității Zinove
     Rusă (62,94%)
     Ucraineană (37,06%)
Conform recensământului din 2001, majoritatea populației localității Zinove era vorbitoare de rusă (62,94%), existând în minoritate și vorbitori de ucraineană (37,06%).